# Ferdinand von Radziwill

Ferdinand Fürst von Radziwill (1834–1926). Photographie von Heinrich Graf, Berlin. um 1874

Ferdinand Fürst Radziwill (polnisch: Ferdynand Fryderyk książę Radziwiłł; * 19. Oktober 1834 in Berlin; † 28. Februar 1926 in Rom) war Fideikommissbesitzer, Standesherr der Grafschaft Przygodzice (Provinz Posen) und einer der führenden Politiker der polnischen Minderheit im Deutschen Kaiserreich. 
Er war von 1874 bis 1918 Mitglied des Reichstages, dort ab 1889 Vorsitzender der Polnischen Fraktion, sowie von 1879 bis 1918 Mitglied des Preußischen Herrenhauses. Nach der Wiederherstellung der polnischen Unabhängigkeit war er von 1919 bis 1922 Mitglied der Verfassunggebenden Nationalversammlung.

## Familie und privates Leben
Er war der älteste Sohn von Boguslaw Fürst von Radziwill und dessen Frau Leontyna Gräfin von Clary und Aldringen. Einer der Brüder war Edmund Prinz von Radziwill. Die Familie Radziwiłł gehörte zum polnisch-litauischen Hochadel (Magnaten). Der Zweig, dem Ferdinand entstammte, hatte sich seit den Polnischen Teilungen eng mit Preußen und den Hohenzollern verbunden. So war sein Großvater Antoni Henryk Radziwiłł nach 1815 preußischer Statthalter im Großherzogtum Posen und seine Großmutter Luise eine preußische Prinzessin. Somit war Ferdinand von Radziwill ein Cousin 3. Grades von Kaiser Wilhelm I., der zudem in seiner Jugend in Radziwills Tante Elisa verliebt war. Sein Vetter Anton von Radziwill war langjähriger Generaladjutant des Kaisers.
Radziwill studierte Rechtswissenschaften und absolvierte den üblichen Vorbereitungsdienst als Auskultator am Berliner Stadtgericht und Regierungsreferendar in Potsdam. 1855 wurde er Mitglied des Katholischen Lesevereins Berlin, jetzt KStV Askania-Burgundia Berlin im KV. Seinen Wehrdienst als Einjährig-Freiwilliger leistete er 1855 beim 7. Husaren-Regiment. Er verwaltete anschließend die Familiengüter. Als Majoratsherr von Olyka in Wolhynien (damals im Russischen Reich, heute Ukraine) sowie weiterer Besitzungen war er Großgrundbesitzer.
Im Jahr 1864 heiratete er Prinzessin Pelagia Sapieha (1844–1929). Das Paar hatte fünf Kinder. Einer der Söhne war der spätere polnische Politiker Janusz Radziwiłł. Die Familie lebte in Berlin sowie auf Schloss Antonin im Kreis Adelnau (Provinz Posen).
Radziwill hatte familiäre Verbindungen zum Haus der Hohenzollern und Kontakt zu maßgeblichen Würdenträgern in Deutschland und Russland. Als Reserveoffizier beim 1. Brandenburgischen Ulanen-Regiment stieg er zum Oberstleutnant der Reserve auf. Im Deutsch-Französischen Krieg wurde er 1870 verwundet. 1879 wurde er zum Generalmajor der Kavallerie à la suite ernannt.

## Politik
Von 1874 bis 1918 war Radziwill Mitglied des Reichstages als Abgeordneter des Wahlkreises Regierungsbezirk Posen 10 (Adelnau - Schildberg), wo er jeweils mit Stimmenanteilen zwischen 74 und 85 Prozent gewählt wurde. Im Reichstag war er von 1889 bis zum Ende der Monarchie Vorsitzender der polnischen Fraktion. Dem preußischen Herrenhaus gehörte er seit 1879 an. Er hatte einen erblichen Sitz auf Grund des Besitzes der Herrschaft Przygodzice.
In der Zeit des Kulturkampfes war Radziwill als Katholik entschiedener Gegner von Otto von Bismarck. Sein Haus in Berlin galt zeitweise als Zentrum der Opposition gegen die Kirchenpolitik der Regierung. Aus Furcht vor gesellschaftlichen Nachteilen gingen Teile der katholischen und sogar polnischen Oberschicht auf Distanz zu Radziwill.
Während seiner fast dreißig Jahre dauernden Führung der polnischen Fraktion arbeitete Radziwill stets eng mit der Zentrumspartei zusammen. Wegen der geringen Zahl der Fraktionsmitglieder war sie auf Unterstützung anderer Fraktionen insbesondere des Zentrums angewiesen. Im Parlament vertrat Radziwill einen gemäßigten Kurs und versuchte die Rechte der Minderheiten zur freien Religionsausübung und das Sprechen der eigenen Sprache zu erhalten.
Im Jahr 1917 gab Radziwill im Herrenhaus noch einmal ein Loyalitätsbekenntnis der Polen für das Deutsche Reich ab, verlangte aber auch einen grundlegenden Wandel der preußischen Polenpolitik. Namens der Regierung sagte Paul von Breitenbach zu, die Enteignungsgesetze aufzuheben und den Gebrauch der polnischen Sprache zu erleichtern.
Nach dem Ende des Ersten Weltkrieges und dem Wiederentstehen des polnischen Staates war Radziwill Mitglied der Verfassunggebenden Nationalversammlung (Sejm Ustawodawczy). Im Jahr 1919 war er Alterspräsident (Seniormarschall) der Versammlung.